# 사노정 (도치기현)
사노정(佐野町)은 도치기현의 남서부 아소군에 속했던 정이다.

## 역사
- 1889년 4월 1일 - 정촌제 시행에 의해 아소군 사노정이 성립하였다.
- 1943년 4월 1일 - 이누부시정, 호리고메정, 우에노촌, 사카이촌, 하타가와촌과 합병해 사노시 (초대)가 되었다.
- 2005년 2월 28일 - 사노시(이전), 다누마정, 구즈정을 통합하여 새로운 사노시를 신설되었다.

## 교통

### 철도
- 도부 철도
  - 도부 사노선

## 참고문헌
- 『栃木県町村合併誌 第三巻下』 栃木県、1956年3月。